# Hauptstrasse

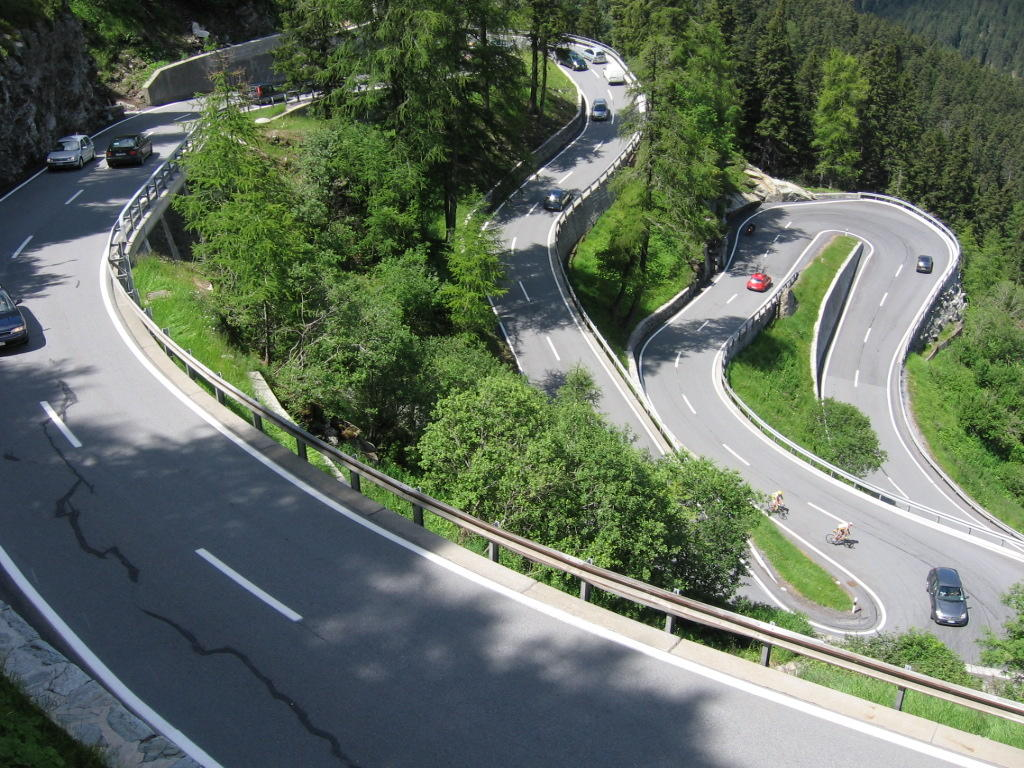
Hauptstrasse 3 am Malojapass.

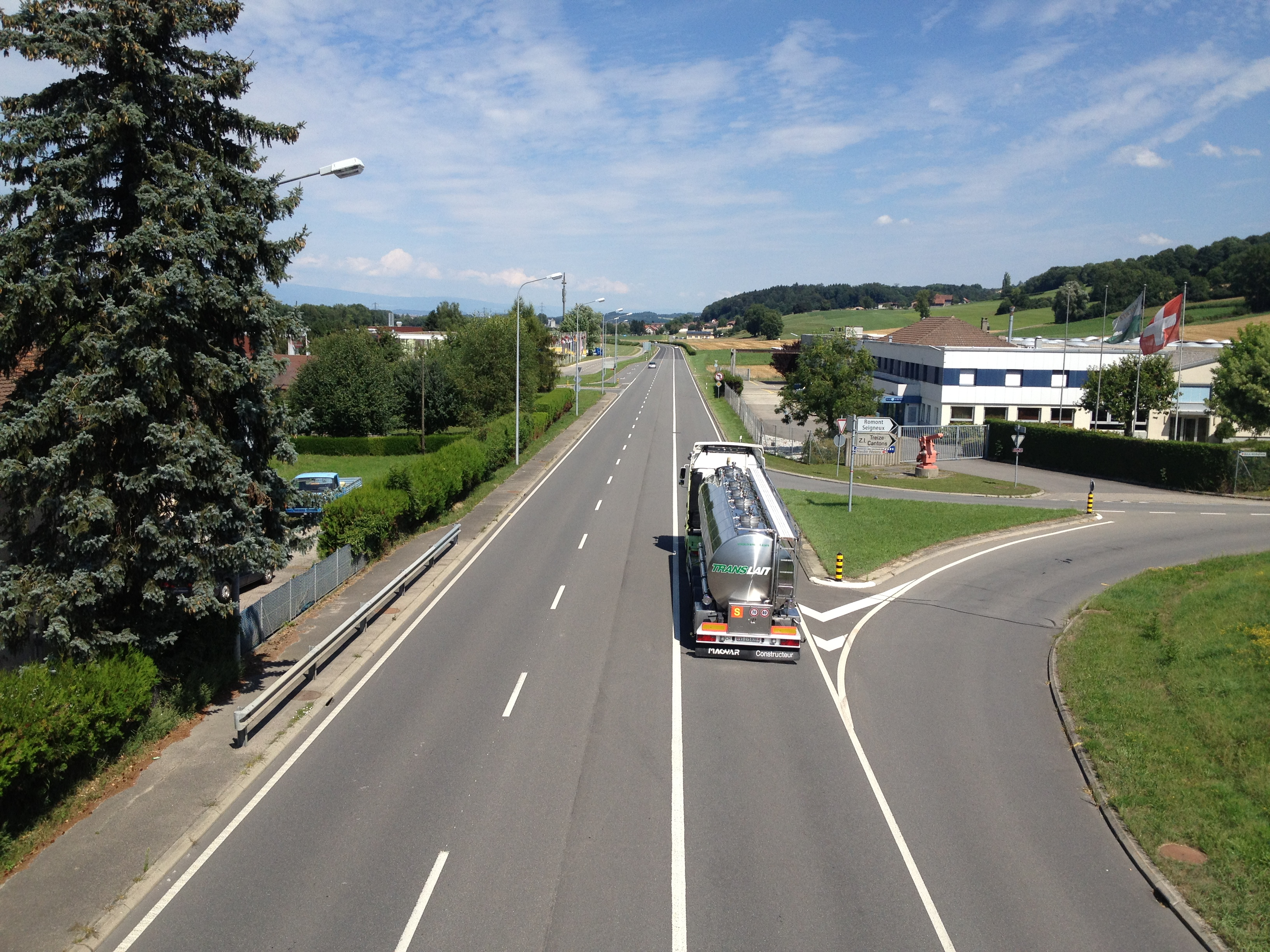
Hauptstrasse 1 bei Treize-Cantons.

Als Hauptstrasse wird eine stets vortrittsberechtigte Strasse in der Schweiz und in Liechtenstein bezeichnet. Es sind dort meistens nicht-richtungsgetrennte Durchgangsstrassen.
Hauptstrassen sind stets befestigt. Die Beschilderung (Richtungsweiser, Ortstafeln) der Hauptstrassen erfolgt auf blauem Hintergrund. Die Hauptstrassen sind nummeriert. Die Nummern der wichtigsten Hauptstrassen werden an den Richtungsweisern gekennzeichnet (so genannte «Nummerntafeln für Hauptstrassen»). In Liechtenstein existiert die entsprechende Bestimmung auch, doch sie wird dort nicht angewendet.
In der Schweiz bestimmt der Bundesrat nach Anhören der Kantone die Hauptstrassen, in Liechtenstein definiert die Regierung die Hauptstrassen.

## Begriffsklärung
Der Begriff Hauptstrasse entstammt den Strassenverkehrsgesetzen der entsprechenden Länder. Es räumt den Hauptstrassen ein Vortrittsrecht gegenüber unterrangigen Nebenstrassen ein.
Eigentümer der Hauptstrassen können sowohl der Bund (Nationalstrassen 3. Klasse), Kantone wie auch politische Gemeinden sein.
Vom Begriff Hauptstrassen abzugrenzen sind die Kantonsstrassen oder die Staatsstrassen. Letztere befinden sich im Eigentum des Kantons und können auch Autobahnen, Autostrassen oder Nebenstrassen sein.
Im allgemeinen Sprachgebrauch sind Hauptstrassen in erster Linie wichtige Strassen im Strassennetz; sie werden auf verschiedene Weise definiert, siehe dazu Hauptstraße (allgemein).

## Beschilderung

Verkehrszeichen nach Signalisationsverordnung
Ortstafeln an vortrittsberechtigten Hauptstrassen sind in weisser Schrift auf blauem Hintergrund (Schweiz)
Ortstafeln an vortrittsberechtigten Hauptstrassen sind in weisser Schrift auf blauem Hintergrund (Liechtenstein)
Wegweiser an einer Hauptstrasse mit Hinweis auf einen nahen Autobahnanschluss (in grün)
Wegweiser auf eine Hauptstrasse
Ortstafeln an Nebenstrassen sind in schwarzer Schrift auf weissem Hintergrund, diese Strassen sind nicht vortrittsberechtigt
Wegweiser an einer Nebenstrasse mit Hinweis auf einen nahen Anschluss an eine Hauptstrasse (in blau)
Zeigt den Beginn einer Hauptstrasse an
Zeigt das Ende einer Hauptstrasse an, der weitere Verlauf ist als Nebenstrasse deklariert
«Nummerntafeln für Hauptstrassen»

## Nummerierung
Am 26. Januar 1937 erfolgte ein Bundesratsbeschluss über die Nummerierung von Hauptstrassen. Vergeben wurden die Nummern bis 155. Dabei wurde von 48 bis 60 eine Lücke gelassen. Bei Revisionen wurden Laufwege verlängert oder verändert, ausserdem wurden weitere Strassen festgelegt. Dabei wurde als höchste Nummer die 191 erreicht, ausserdem wurde die Nummer 48 vergeben. Am 2. September 1970 erfolgte ein "Bundesratsbeschluss über die Durchgangsstrasse" mit dem die bisherigen Nummerierung komplett revidiert wurde. Die Anzahl der nummerierten Hauptstrassen sank auf 32: 1 bis 30 sowie 2a und 2b. Weitersgehend unverändert blieben dabei die Laufwege der Hauptstrassen 1 bis 20, 25, 27 bis 29 (H11 und H20 tauschten ihre Nummern). Bis heute gab es nur noch kleine Abänderungen an den Verläufen.